# گاچالا
گاچالا (انگلیسی: Gachalá) یک منطقه مسکونی در کشور کلمبیا است.